# ایوان مارکانو
ایوان مارکانو سیرا (اسپانیایی: Iván Marcano Sierra‎؛ زادهٔ ۲۳ ژوئن ۱۹۸۷) بازیکن فوتبال اهل اسپانیا است.
از باشگاه‌هایی که در آن بازی کرده‌است می‌توان به راسینگ سانتاندر، ویارئال، ختافه، المپیاکوس، روبین کازان و پورتو اشاره کرد.